# Chiesa di San Michele Arcangelo (Rimella)
La chiesa di San Michele Arcangelo è la parrocchiale di Chiesa, frazione di Rimella, in provincia di Vercelli e diocesi di Novara; fa parte dell'unità pastorale dell'Alta Valsesia.

## Storia
Il primo documento in cui si cita la chiesa di San Michele Arcangelo è del 1517, ma già sul finire del XIV secolo si trovano testimonianze di un presbiter S. Michelis de Ramella. Nel XVI secolo l'edificio viene ampliato e nel 1599 viene consacrato dal vescovo Carlo Bascapè; la costruzione è di tipo gotica con una navata unica, un tetto a due spioventi sostenuto da archi a sesto acuto e col presbiterio semi-ottagonale con volta a ombrello.
Nel 1650 viene eretto l’altare dedicato a San Rocco e all’ingresso viene posto un battistero, dove l’edicola soprastante il vaso presenta ricchi pannelli in legno, dipinti e dorati rappresentanti la storia di San Giovanni Battista. La chiesa viene poi riedificata tra il 1777 e il 1780 su progetto dell'architetto valsesiano Giuseppe Tamiotti di Rossa e per volontà del parroco don Domenico Tosseri. Per fare ciò viene abbattuto il vecchio edificio del Cinquecento. La parrocchia viene consacrata nel 1788 dal vescovo Marco Aurelio Balbis Bertone.
Nei primi anni del XIX secolo alcune famiglie di Rimella hanno donato la pala creata da Giuseppe Gaudenzio Mazzola per l’altare maggiore, di cui è rimasta un solo frammento esposto attualmente nel Museo Giovanni Battista Filippa. 
Nel 1862 viene aggiunto un organo con 1400 canne nel somiere costruito dai fratelli Mentasti di Novara.

### Uttreviviscant et baptizentur
Nel XIV secolo veniva praticato un rituale particolare chiamato uttreviviscant et baptizentur: i bambini  morti non battezzati erano posti sopra l'altare della Madonna e dopo alcuni giorni, per aspettare possibili ritorni in vita, ricevevano il sacramento. Il rito è stato poi proibito dai vescovi.

## Descrizione
La chiesa parrocchiale si trova inserita tra le case del centro della frazione Chiesa e si affaccia sulla piazzetta davanti al municipio. È affiancata dall'Oratorio di San Giuseppe. Il modello dell'edificio riprende le linee juvarriane dell'architettura barocca tipiche del Settecento e della zona.
L'interno si presenta a navata unica con una planimetria ovoidale per la presenza di quattro cappelle laterali, all'interno delle quali sono conservati gli altari originali dedicati a Giovanni Battista, alla Madonna del Rosario, a San Rocco e alla Madonna del Carmine. Nella terza cappella nel 1790 viene collocata l’urna con le reliquie di Santa Gioconda martire estratte dalle catacombe a Roma.
Al centro del presbiterio si trova l'altare maggiore a struttura piramidale, realizzato probabilmente tra il 1580 e il 1590; le 14 statue lignee dorate e dotate di bassorilievi, che un tempo circondavano l'altare, ora sono collocate negli stalli del coro e appese lungo le pareti e rappresentano vari santi e scene tratte dai vangeli. Il battistero è costituito da una vasca in pietra e da un cassone in legno composto da formelle intagliate e dorate su fondo azzurro, le quali narrano la storia di Giovanni Battista; tale opera pare essere stata fatta da Antonio Fontana.
È molto diffuso l’uso dei marmi nel presbiterio e nel coro, nelle balaustre dell’altare maggiore e dei quattro altari laterali. Le murature sono rifinite a stucco e dipinte. Sono presenti affreschi di Giuseppe De Dominici nel coro e di Lorenzo Peracino nella cappella di San Rocco e del pittore Gambini sulla volta.
Sono presenti tele di epoca settecentesca: nell'abside un dipinto raffigurante Vittoria di San Michele su Lucifero di Giuseppe Gaudenzio Mazzola; nel presbiterio Apparizione di San Michele al Gargano e Ascensione dipinti rispettivamente da Michele Cusa e Francesco Cusa.